# 보은삼산초등학교 중초분교
보은삼산초등학교 중초분교는 대한민국 충청북도 보은군 보은읍 중초길 4 (중초리)에 있었던 공립 초등학교이다.

## 연혁
- 1940년 4월 1일 중초공립심상소학교 인가
- 1941년 4월 1일 중초공립국민학교로 개칭
- 1985년 3월 10일 병설유치원 1학급 인가
- 1996년 3월 1일 중초초등학교로 개칭
- 1997년 2월 18일 제53회 졸업
- 1997년 3월 1일 보은삼산초등학교 중초분교장으로 개편
- 1999년 9월 1일 보은삼산초등학교로 통합